# Александровка (Чистопольский район)
Алекса́ндровка — село в Чистопольском районе Республики Татарстан Российской Федерации. Является административным центром Совхозно-Галактионовского сельского поселения.

## География
Село расположено на реке Грязнуха в 6 км от Куйбышевского водохранилища и в 8 км к востоку от города Чистополь. У южной окраины села проходит автодорога Чистополь — Нижнекамск.

## История
Основано в 1930-х годах на месте помещичьего имения.
В 2001 г. постановлением Правительства РФ Центральная усадьба совхоза имени Галактионова переименована в село Александровка.

## Население
| 1938 | 1949 | 1958 | 1970 | 1979 | 1989 | 2000 |
| ---- | ---- | ---- | ---- | ---- | ---- | ---- |
| 578  | ↗607 | ↗702 | ↗954 | ↘926 | ↘843 | ↘794 |

## Экономика
Полеводство, молочное скотоводство.

## Социальная инфраструктура
Средняя школа, дом культуры, библиотека.